# 拉科尼亞號事件
拉科尼亞號事件（英語：Laconia incident）發生於1942年9月12日至24日，是第二次世界大戰時盟軍與德國海軍在南大西洋的一次遭遇事件。英國籍運兵船拉科尼亞號，載著船員、士兵以及上千名義大利戰俘從南非前往西非獅子山殖民地，途中遭到德國潛艇攻擊，隨後盟軍空軍向事發地點的德國潛艇展開轟炸。

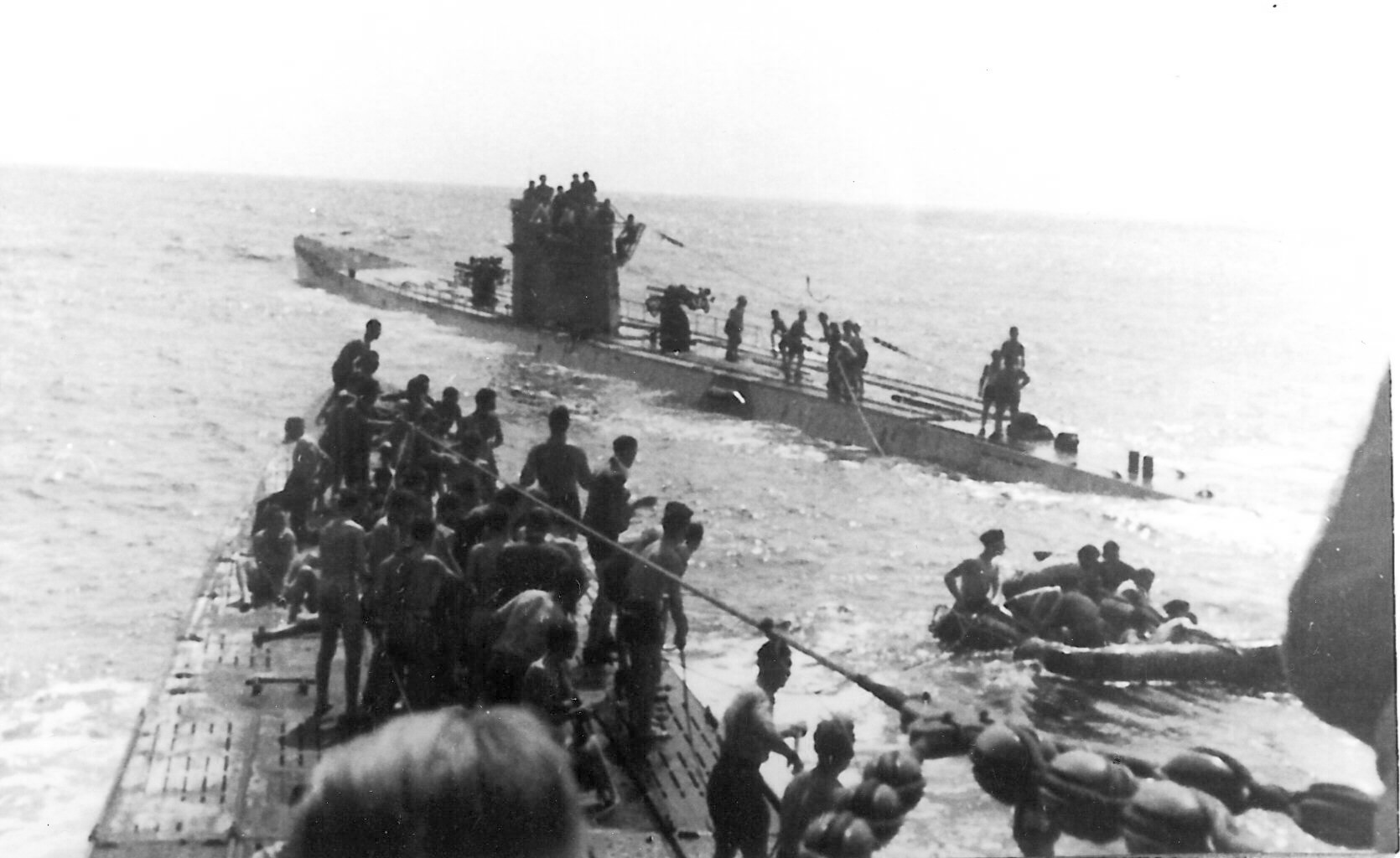
德國潛艇救援拉科尼亞號倖存者，9月15日

## 過程
拉科尼亞號在1942年9月12日於西非外海被德國U型潜艇U-156以魚雷攻擊。儘管拉科尼亞號配有足夠的救生艇，許多義大利戰俘在登上救生艇前就被射殺，或溺斃。德國潛艇指揮官韋爾納·哈爾滕斯坦起初下令協助救援倖存者，但在9月16日德國潛艇被一架美國B-24轟炸機發現；美國空軍中尉James D. Harden將狀況回報給上級長官羅伯特·理查森（Robert C. Richardson），但沒有提到在場的倖存者。理查森於是下令擊沉敵軍潛艇。最終拉科尼亞號原本載著的2,741人當中，僅有1,083獲救，罹難者當中絕大多數為義大利戰俘。

## 後續
作為盟軍攻擊的回應，德國海軍司令官卡爾·鄧尼茲發布拉科尼亞命令，全面開啟無限制潛艇戰。